# Баратили Сан Пјетро
Баратили Сан Пјетро (итал. Baratili San Pietro) је насеље у Италији у округу Ористано, региону Сардинија.
Према процени из 2011. у насељу је живело 1290 становника. Насеље се налази на надморској висини од 10 м.

## Становништво
Према резултатима пописа становништва 2011. у општини је живело 1.329 становника.
| 1931. | 1936. | 1951. | 1961. | 1971. | 1981. | 1991. | 2001. | 2011. |
| ----- | ----- | ----- | ----- | ----- | ----- | ----- | ----- | ----- |
| 904   | 1.019 | 1.156 | 1.221 | 1.204 | 1.186 | 1.203 | 1.251 | 1.329 |